# Celtic Park
Ne doit pas être confondu avec Celtic Park (Derry) ou Celtic Park (Belfast).
Le Celtic Park est un stade de football, situé à Glasgow (Écosse), résidence du Celtic FC depuis 1892. Il peut accueillir 60 411 spectateurs.

## Histoire
En 1892, le Celtic décida de quitter le premier Celtic Park après que le propriétaire eut augmenté le loyer annuel de 50 £ à 450 £. Le club s'est déplacé un peu plus loin sur un nouveau terrain, également appelé Celtic Park. En déménageant, un journaliste local a déclaré : « c'était comme quitter le cimetière pour entrer au Paradis », ce qui a valu au nouveau Celtic Park d'être surnommé « Paradis ». Considéré comme une amélioration significative par rapport au terrain précédent, le premier match des Bhoys les a vu vaincre Renton 4-3. Le « Paradise », comme le surnomment les supporters du fait de sa proximité avec un cimetière (Janefield Cemetery), est situé dans le quartier de Parkhead, à l'est de Glasgow. Le stade ouvre ses portes le 20 août 1892. Dans sa première version, il est conçu par Archibald Leitch, à l'origine également d'Anfield ou d'Old Trafford. L'enceinte devient la propriété du club en 1897.
Le record d'affluence à Celtic Park est de 92 000 spectateurs, réunis le 1er janvier 1938 pour un match contre les Rangers FC. Ce chiffre est cependant une estimation qui prête à controverses, certains spécialistes (Simon Inglis notamment) estimant qu'il y avait au maximum 83 500 spectateurs ce jour-là dans le stade.
La capacité du stade est fortement réduite à 57 000 places en 1975 à la suite de la promulgation du Safety of Sports Ground Act. Les drames du Heysel et de Sheffield réduisent encore cette capacité et en 1995, le stade ne peut plus accueillir que 34 822 spectateurs. Sous l'impulsion du nouveau président du club Fergus McCann, l'enceinte est rénovée dans sa grande partie entre 1996 et 2002, portant sa capacité à 60 857 places.
La tribune située à l'est est nommée Lisbon Lions en référence à l'équipe du Celtic qui a remporté la Coupe d'Europe des clubs champions en 1967 à Lisbonne, au Portugal.
En 2014, le Celtic Park accueille la cérémonie d'ouverture des Jeux du Commonwealth.
Au cours de son histoire, il accueillit plusieurs rencontres internationales impliquant l'équipe d'Écosse.

## Galerie

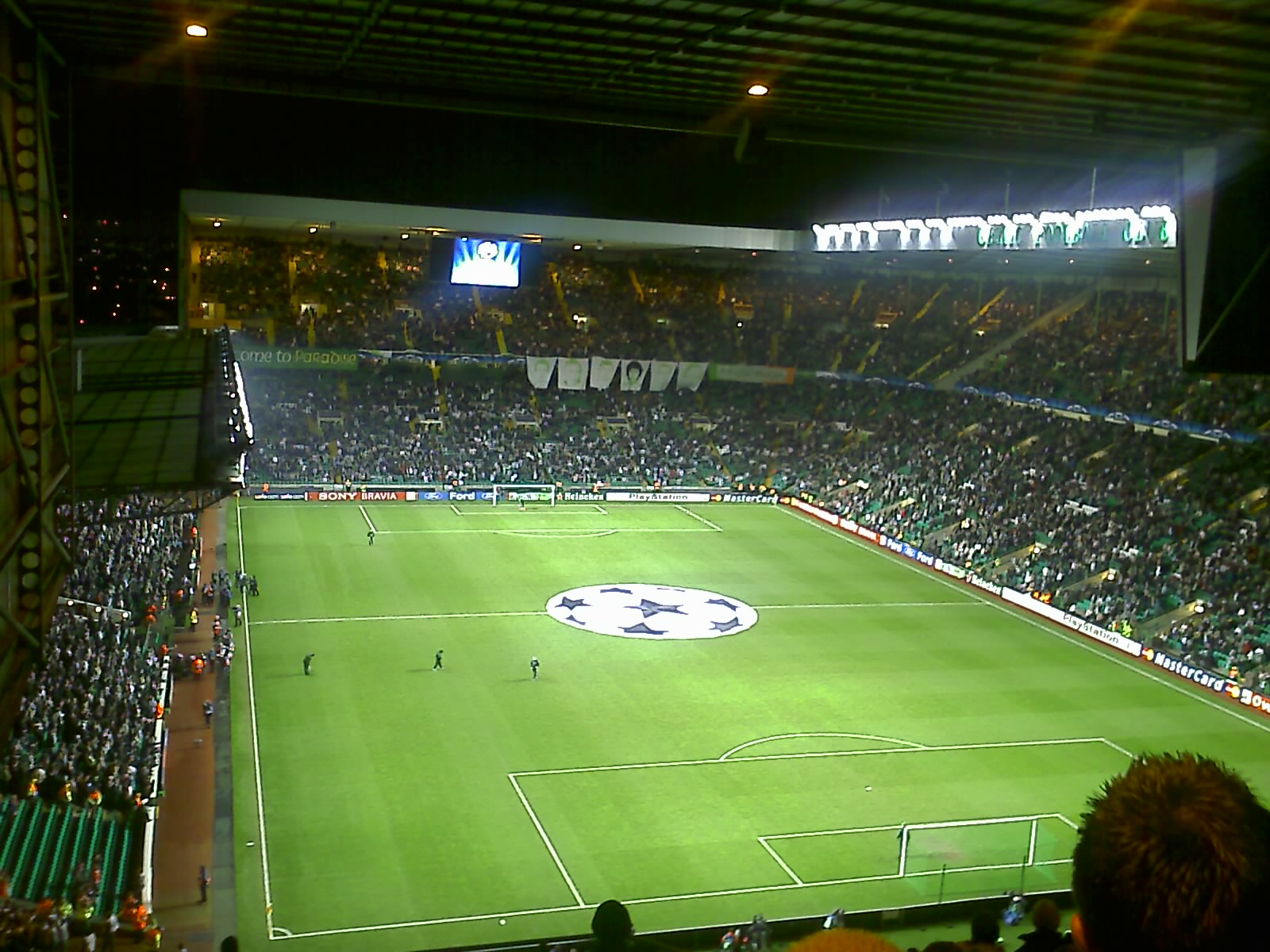
Match de Ligue des champions en 2007-2008
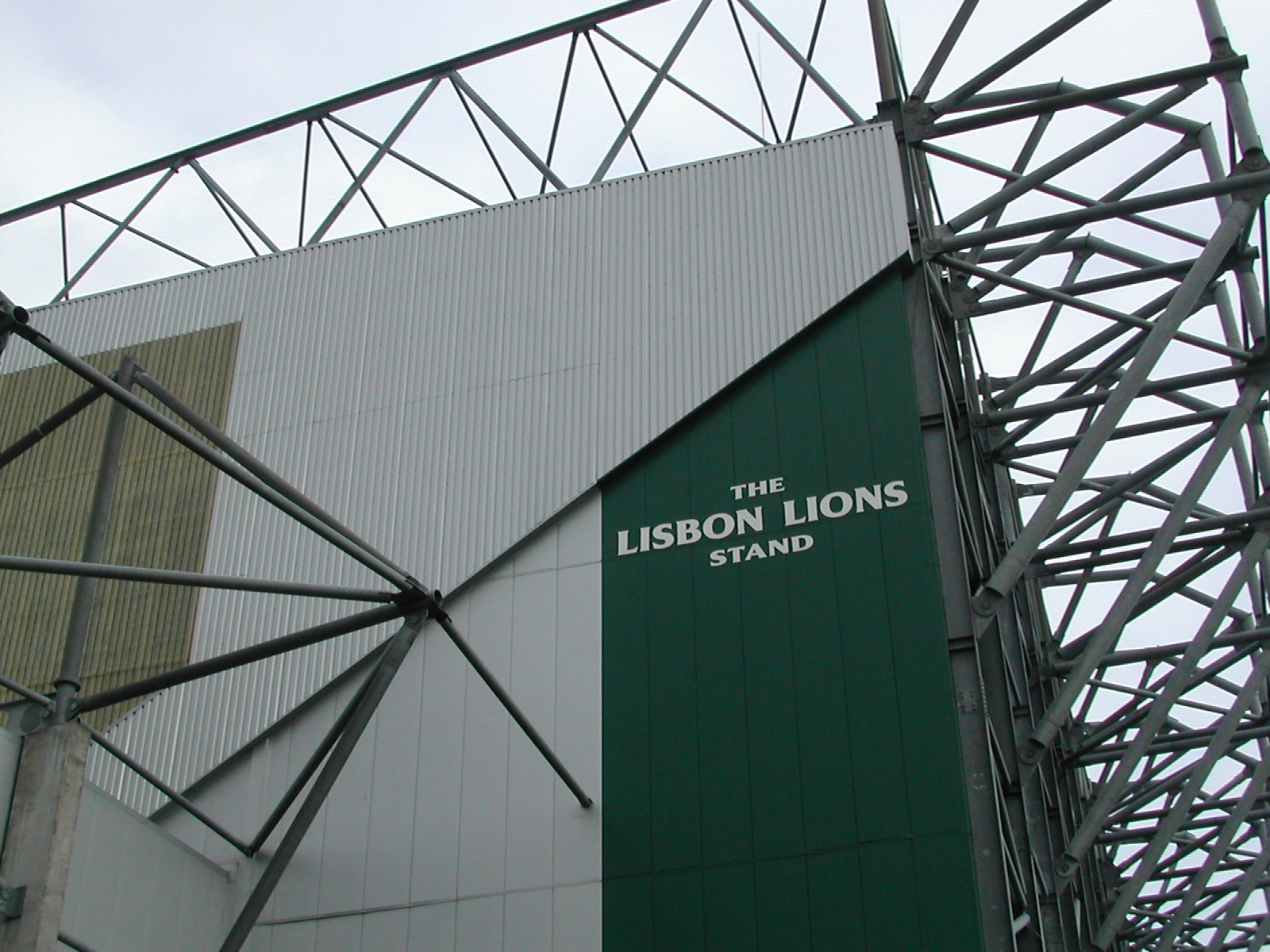
Tribune Lisbon Lions
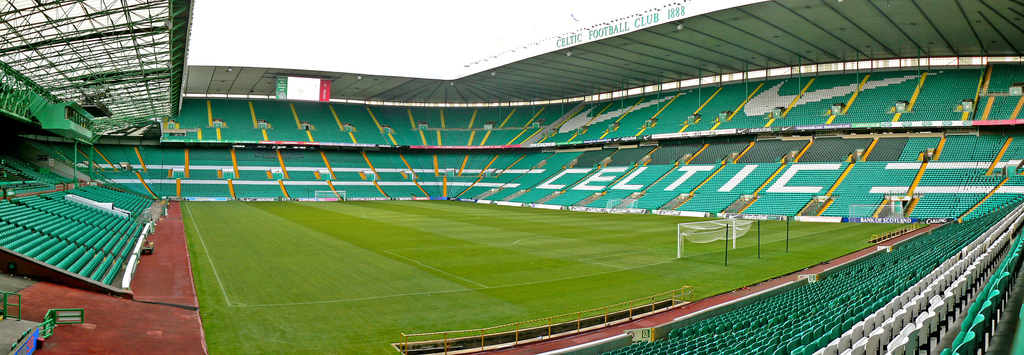
Vue panoramique des tribunes
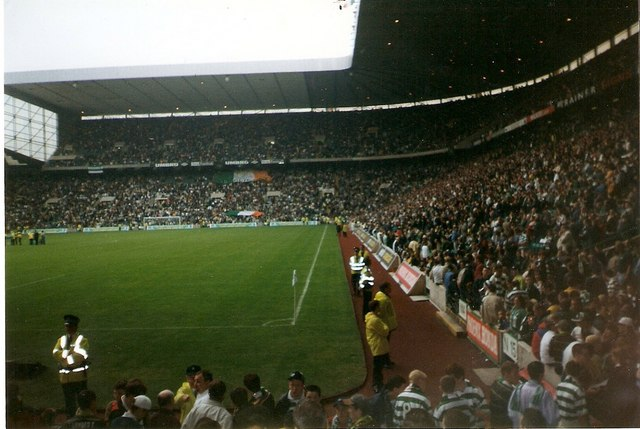
Vue intérieure en 1998.